# Черноушево
Черноушево — деревня в Кисельнинском сельском поселении Волховского района Ленинградской области.

## История
Деревня Черная упоминается на карте «Ладожское озеро и Финский залив с прилегающими местами» 1745 года.
На карте Санкт-Петербургской губернии Ф. Ф. Шуберта 1834 года обозначена деревня Черная и в ней харчевня.

ЧЕРНОУШЕВА — деревня принадлежит графу Паскевичу-Эриванскому, число жителей по ревизии: 145 м. п., 149 ж. п. (1838 год)

На карте профессора С. С. Куторги 1852 года она отмечена как деревня Черная.

ЧЕРНОУШЕВО — деревня княгини Волконской, по почтовому тракту, число дворов — 52, число душ — 165 м. п. (1856 год)

ЧЕРНОУШЕВО (ЧЕРНАЯ) — деревня владельческая при колодцах, число дворов — 52, число жителей: 164 м. п., 170 ж. п.;
 Часовня православная, почтовая и обывательская станция. Мельница. (1862 год)

В деревне также проживали староверы-федосеевцы.
В 1865 году временнообязанные крестьяне деревни выкупили свои земельные наделы у княгини А. И. Волконской и стали собственниками земли.
Сборник Центрального статистического комитета описывал её так:

ЧЕРНОУШЕВА (ЧЕРНАЯ) — деревня бывшая владельческая, дворов — 59, жителей — 266; часовня, почтовая станция. (1885 год)

В конце XIX века деревня административно относилась к Гавсарской волости 1-го стана Новоладожского уезда Санкт-Петербургской губернии, в начале XX века — 4-го стана.
По данным «Памятной книжки Санкт-Петербургской губернии» за 1905 год деревня называлась Черноушево.
Согласно военно-топографической карте Петроградской и Новгородской губерний издания 1915 года деревня называлась Черная.
С 1917 по 1923 год деревня Черноушево входила в состав Черноушевского сельсовета Гавсарской волости Новоладожского уезда.
С 1923 года в составе Октябрьской волости Волховского уезда.
Согласно данным переписи населения СССР 1926 года в деревне Черноушево проживали 339 человек — все русские.
С 1927 года в составе Волховского района.
В 1928 году население деревни Черноушево также составляло 339 человек.
По данным 1933 года деревня Черноушево входила в состав Черноушевского сельсовета Волховского района, в который входили 6 населённых пунктов, деревни: Вегота, Лавния, Сюрья, Соловьёво, Харчевни, Черноушево, общей численностью населения 1215 человек. Административным центром сельсовета являлась деревня Лавния.
По данным 1936 года в состав Черноушевского сельсовета входили 5 населённых пунктов, 260 хозяйств и 5 колхозов, административным центром сельсовета была деревня Черноушево.

План деревни Черноушево. 1941 год

Согласно топографической карте РККА 1941 года деревня насчитывала 45 дворов. В деревне находились сельсовет и почта.
С 1946 года в составе Новоладожского района.
В 1961 году население деревни Черноушево составляло 126 человек.
С 1962 года — вновь в составе Волховского района.
По данным 1966 года деревня Черноушево также входила в состав Черноушевского сельсовета.
По данным 1973 и 1990 годов деревня Черноушево входила в состав Чаплинского сельсовета.
В 1997 году в деревне Черноушево Кисельнинской волости проживали 47 человек, в 2002 году — 27 человек (все русские).
В 2007 году в деревне Черноушево Кисельнинского СП — вновь 47 человек.

## География
Деревня расположена в северо-западной части района на автодороге 41К-371 (Новая Ладога — Черноушево — Лавния), в месте примыкания к ней автодороги 41К-055 (Волхов — Кисельня — Черноушево).
Расстояние до административного центра поселения — 12 км. Расстояние до районного центра — 36 км.
К югу от деревни находится Вёготское озеро и Вёготское болото.

## Демография
| 1862 | 2007 | 2010 | 2017 |
| ---- | ---- | ---- | ---- |
| 334  | ↘47  | ↘19  | ↗39  |

### Национальный состав
Согласно данным Всероссийской переписи населения 2021 года в деревне проживали 5 человек, все русские.